# Kwas chlorosiarkowy
Kwas chlorosiarkowy, HSO
3Cl – nieorganiczny związek chemiczny, monochlorowa pochodna kwasu siarkowego. Używany w przemyśle chemicznym do produkcji detergentów i leków.

## Właściwości
Kwas chlorosiarkowy to bezbarwna, higroskopijna ciecz w temperaturze pokojowej. Agresywnie dymi na powietrzu. Ma względnie duże ciepło parowania. Występuje w formie tetrahedralnych cząsteczek. Wolno reaguje z węglowodorami nie zawierającymi wiązań podwójnych. Jest silnie żrący i rozkłada się wybuchowo w kontakcie z wodą. W tej reakcji powstają kwas siarkowy i chlorowodór:
HSO
3Cl + H
2O → H
2SO
4 + HCl

## Otrzymywanie

### Skala przemysłowa
Na skalę przemysłową kwas ten obecnie otrzymuje się absorbując chlorowodór w skroplonym tritlenku siarki:
SO
3 + HCl → HSO
3Cl

### Inne metody
Istnieje też możliwość chlorowania kwasu siarkowego pentachlorkiem fosforu. W reakcji tej powstają prócz kwasu chlorosiarkowego, chlorowodór oraz trichlorek fosforylu:
H
2SO
4 + PCl
5 → HSO
3Cl + HCl + POCl
3

## Zastosowania
Z kwasu chlorosiarkowego wytwarza się wiele detergentów. Na ten cel zużywa się około 40% globalnej produkcji tego związku. Znajduje on również zastosowanie w syntezie leków i barwników.